# Міколовський повіт
Міколовський повіт (пол. powiat mikołowski) — один з 17 земських повітів Сілезького воєводства Польщі.
Утворений 1 січня 1999 року в результаті адміністративної реформи.

## Загальні дані
Повіт знаходиться у центральній частині воєводства.
Адміністративний центр — місто Міколув.
Станом на 1.01.2008 населення становить 91 706 осіб, площа 233,03 км².

## Демографія
Демографічні дані повіту станом на 30 grudnia.2005:
|       | Всього | Всього | Жінки  | Жінки | Чоловіки | Чоловіки |
| ----- | ------ | ------ | ------ | ----- | -------- | -------- |
|       | осіб   | %      | осіб   | %     | осіб     | %        |
| Повіт | 90 853 | 100    | 46 605 | 51,3  | 44 248   | 48,7     |
| Міста | 79 027 | 100    | 40 630 | 51,4  | 38 397   | 48,6     |
| Села  | 11 826 | 100    | 5975   | 50,5  | 5851     | 49,5     |